# جائزة سيزار لأفضل نص مقتبس
جائزة سيزار لأفضل نص مقتبس (بالفرنسية: César de la meilleure adaptation)‏ هي جائزة فرنسية تمنحها أكاديمية الفنون والتقنيات السينمائية لأفضل المعالجات والاقتباسات السينمائية الفرنسية حيث تُسلم في قصر مؤتمرات باريس. كانت الجائزة تحمل اسم جائزة سيزر لأفضل سيناريو بداية من 1976 وحتى عام 1982. ثم مُنحت لأول مرة مٌنفردة فيما بين عامي 1983 و1985. ونتجت الجائزة الحالية عن تقسيم جائزة سيزر لأفضل سيناريو عام 2006، والتي كانت تُمنح فيما بين 1976 و1982 وفيما بعد بين أعوام 1986 و2005.